# Chai Hong
Chai Hong (a menudo llamado Charlie from the Orient) fue un actor y comediante nacido en Corea que apareció en una serie de comedias de Hollywood durante la era del cine mudo. A menudo se le conocía como "el Charlie Chaplin chino".

## Biografía
Chai Hong nació en 1885 y fue criado por su abuela, según la información que proporcionó al columnista Ogden Lawrence de "Screenland". Finalmente emigró a Hawái y más tarde a Los Ángeles. Tras trabajar como botones en el Hotel Alexandria, entró en Hollywood después de ser descubierto por L-KO. Apareció en más de 20 películas entre 1918 y 1922. Según el autor Thomas Reeder, Hong trabajaba como ayuda de cámara y asistente personal de Lew Cody a mediados de 1925. El investigador Jesse Brisson está bastante seguro de que más tarde adoptó el nombre de "Chester Hong", se mudó a Nueva York y trabajó como cocinero. Una tarjeta de registro del servicio militar de la Segunda Guerra Mundial de Chester Hong indica que nació el 26 de noviembre de 1885 en "Yang Sang" [¿Yangsan?], Corea (el registro de la Primera Guerra Mundial indica como "pariente más cercano" a [U o J]. S. Lea de Yangsan, "Corea" [sic]). Desempleado. Estadísticas: 1,52 m, 59 kg, ojos marrones, pelo negro, tez oscura, "cojea, usa bastón". Chester sirvió como cocinero a bordo del SS Thomas Lynch durante la Segunda Guerra Mundial. Mientras desempeñaba esta función, Hong, que pesaba 61 kg, fue "gravemente agredido" por un marinero de 91 kg que servía a bordo y que había estado continuamente peleándose con otros tripulantes e incluso con el contramaestre. Según se informa, el capitán y el primer oficial del buque no siguieron el protocolo adecuado para disciplinar al conocido alborotador. Hong presentó una demanda y se le concedieron 3000 dólares. Chester Hong falleció el 4 de enero de 1946 en Manhattan, Nueva York, Estados Unidos.

## Filmografía seleccionada
- The Snowshoe Trail (1922)
- Fighting Bill (1921)
- Hearts of the West (1920)
- Mamma's Boy (1920)
- Brownie, the Peacemaker (1920)
- Over the Ocean Waves (1920)
- Charlie Gets a Job (1919)
- A Barnyard Romance (1919)
- A Tight Fix (1919)
- A Popular Villain (1919)
- An Oriental Romeo (1919)
- Charlie, the Hero (1919)
- A Pair of Deuces (1919)
- Elmo, the Mighty (1919)
- The Star Boarder (1919)
- Good Night, Turk (1919)
- Charlie in Turkey (1919)
- The Freckled Fish (1919)
- Charlie, the Little Daredevil (1919)
- A Clean Sweep (1918)
- Romance and Dynamite (1918)
- The Blind Pig (1918)